# Lepidosaphes newsteadi
Lepidosaphes newsteadi (Šulc, 1895) é uma espécie de insecto sugador do grupo Coccoidea.